# Ali Maqseed
Ali Maqseed (en árabe: علي مقصيد‎; Kuwait, Kuwait; 11 de diciembre de 1986) es un exfutbolista kuwaití que jugaba en las posiciones de lateral izquierdo, centrocampista, extremo y delantero.

## Carrera

### Club
Jugó toda su carrera con el Al-Arabi de 2005 a 2020, equipo con el que anotó 35 goles en 265 partidos y ganó nueve copas nacionales.

### Selección nacional
Jugó para Kuwait en 44 ocasiones de 2008 a 2017 y anotó tres goles; ganó la Copa de Naciones del Golfo de 2010, participó en los Juegos Asiáticos de 2010 y en dos ediciones de la Copa Asiática.

## Logros

### Club
- Kuwait Emir Cup: 2005–06, 2007–08, 2019-20
- Kuwait Crown Prince Cup: 2006–07, 2011–12, 2013–14
- Kuwait Super Cup: 2008, 2012
- Kuwait Federation Cup: 2013–14

### Selección nacional
- Gulf Cup of Nations: 2010

### Individual
- Nominado al Futbolista Árabe del Año en 2015.[2]
- Nominado al Futbolista Asiático del Año en 2015.
- Equipo Ideal de la Primera Fase de la Liga Premier de Kuwait en 2015-16.

## Estadísticas

### Goles con selección nacional
| Gol | Fecha      | Sede                                                            | Rival           | Marcador | Resultado | Torneo                                               |
| --- | ---------- | --------------------------------------------------------------- | --------------- | -------- | --------- | ---------------------------------------------------- |
| 1.  | 31-10-2014 | Dubai Club Stadium, Dubái, Emiratos Árabes Unidos               | Corea del Norte | 1–0      | 1–0       | Amistoso                                             |
| 2.  | 22-12-2014 | Al-Hamriya Sports Club Stadium, Sharjah, Emiratos Árabes Unidos | Irak            | 1–0      | 1–1       | Amistoso                                             |
| 3.  | 3-9-2015   | Abdullah bin Khalifa Stadium, Doha, Catar                       | Birmania        | 2–0      | 9–0       | Clasificación para la Copa Mundial de Fútbol de 2018 |